# 에런 램지
에런 제임스 램지(영어: Aaron James Ramsey, 1990년 12월 26일, 웨일스 카이어필리 ~ )는 웨일스의 축구 선수이며 현재 멕시코 리가 MX의 UNAM 소속이다. 이적 한 세스크 파브레가스를 대체 할 것으로 기대받았다. 유소년 팀에서부터 뛰던 카디프 시티에서 데뷔했으며 1군 팀에서 16경기를 뛰었다. 2008년 아스널로 이적하는데 이적료는 알려지지 않았지만 약 5백만 파운드로 추정된다.
2019년 여름, 유벤투스으로 이적했다.
2023년 7월 15일, 친정팀인 카디프 시티에 복귀하였다.

## 클럽 경력

### 초기 경력
축구를 배우기 이전에는 학교에서 럭비 선수로 활동했었다. 축구로 방향을 바꾼 이후 지역 팀인 카디프 시티에 입단했다. 런던으로 떠나기 전까지 부모님과 형과 함께 살았다. 웨일스어와 영어를 모두 사용할 수 있다.

### 카디프 시티
카디프 시티 유소년팀에 입단했다. 2007년 4월 28일 2006-07 시즌 챔피언십 마지막 홈경기, 헐 시티전에서 후반 추가시간에 폴 페리와 교체투입되는 것으로 1군 무대 데뷔전을 가졌다. 이 날 16세 124일로 존 토샥이 기존에 가지고 있던 카디프 시티 역사상 최연소 선수 출장 기록을 갈아버렸다.
2007년 6월 런던 연고 프리미어리그 클럽의 1백만 파운드 제의를 거절했다.
이 클럽의 이름은 밝혀지지 않았지만 2007-08 시즌에도 계속 램지를 주시한 것으로 보인다. 또한, 에버턴의 20만 파운드 제의 역시 거절했다. 2007-08 시즌 10월 6일, 번리를 상대로 2:1로 승리한 경기에서 지미 플로이드 하셀바잉크와 교체투입되며 첫 번째 리그 출전을 기록했다. 2007년 12월 램지는 첫 프로계약을 체결하고 이어 2008년 1월 5일 FA컵 체이스타운과의 경기에서 스티븐 맥파일을 대신해 출전하며 첫 프로로써 풀타임 선발 출전을 기록한다. 이 경기에서 놀라운 활약을 보인 램지는 특히 팀의 두 번째 골인 헤딩 골을 기록하며 팀의 3:1 승리에 공헌했다.
체이스타운전에서 보여준 모습으로 이라운드의 선수 상 후보에 이름을 올렸으나 코벤트리 시티의 마이클 미프서가 받았다. 4월 26일 번리와 3:3으로 비긴 경기에서 첫 리그 골을 기록했다. 3주 후에는 QPR에 3:1로 이긴 경기에서 첫 리그 선발출전을 기록했다. 결국 첫 풀타임 시즌에서 총 22경기를 뛰었다. FA컵에서는 결승전을 포함해 팀의 6경기 중 5경기에 출전했다. 이 결승전에서는 2004년 FA컵 결승전 밀월 FC 선수인 커티스 웨스턴이 세웠던 최연소 결승전 출장 기록을 갈아버렸다. 2:0 승리로 끝난 미들즈브러 FC를 상대로 한 FA컵 준결승에서 보여준 멋진 활약으로 맨체스터 유나이티드 감독 앨릭스 퍼거슨이 카디프 시티의 감독 데이브 존스에게 램지에 관해 문의한 것이 알려졌다.
나중에는 맨유뿐 아니라 아스널과 에버튼 역시 관심을 가졌다는 사실이 밝혀진다. 램지는 같은 웨일스인인 라이언 긱스를 보며 맨체스터 유나이티드의 팬으로 자랐었다. 카디프 시티 구단주인 피터 리즈데일은 BBC에 아스널의 5백만 파운드 제의를 받아들였음을 밝힌다. 아스널의 제의는 램지를 카디프에 한 시즌 임대해준다는 조항은 포함되어 있지 않았다. 카디프 시티 대리이자 전직 아스널 선수인 테리 버튼이 아스널의 감독 아르센 벵거에게 램지를 추천한 것으로 알려졌으며, 이적 협상 기간에는 팀의 정책과 플레이 스타일을 이유로 아스널에 갈 것을 램지에게 권유했다.

### 아스널

#### 2008-09 시즌
2008년 6월 10일 아스널, 맨체스터 유나이티드, 에버튼의 경쟁 끝에, 아스널에 합류하기로 결정했다. 이 이적은 카디프 시티에게 480만 파운드의 이적료를 안겼다. 이적은 6월 13일 완료되었으며 장기계약을 체결한 것으로 알려졌다. 다른 팀들 대신 아스널을 택한 이유로 스위스까지 찾아와 램지와 가족들에게 아스널이 가지고있는 계획과 램지에 대한 기대를 밝힌 아르센 벵거 감독의 노력에 감명받았다고 한다. 벵거는 램지를 훌륭한 체력과 좋은 패스와 기술과 시야를 지닌 선수라 평가했다.
2008년 8월 13일, 챔피언스리그 예선 3라운드 FC 트벤테를 상대로 인상적인 데뷔전을 치렀으며 한 달 뒤인 9월 13일 블랙번 로버스를 상대로 리그 데뷔를 기록한다. 이 리그 데뷔전에서 램지의 어시스트로 아데바요르가 팀의 4번째 골을 기록하며 해트트릭을 완성했다. 9월 23일 리그컵 3라운드 6:0으로 대승을 거둔 셰필드 유나이티드와의 경기에서 니클라스 벤트너와 카를로스 벨라의 골에 각각 어시스트를 기록하며 어시스트 2개를 추가한다. 5:2로 승리한 페네르바흐체와의 챔피언스리그 조별리그 경기에서 왼쪽 골대 맞고 들어간 장거리 골로 첫 골을 기록했다. 이 골로 챔피언스리그 역사상 5번째로 어린 득점을 기록한 선수가 되었으며, 90년대 태어난 선수 중 챔피언스리그 골을 기록한 2번째 선수가 되었다. 2009년 피파에서 선정한 주목해야 할 유망주에 이름을 올리기도 했다.

#### 2009-10 시즌, 그리고 장기부상
2009년 7월 1일 팀과 재계약을 체결하며 장기계약을 맺었다. 8월 22일 포츠머스 데이비드 제임스 골키퍼를 상대로 1:1 상황에서 깔끔하게 마무리 지으며 리그 첫 골을 넣어 팀의 4:1 승리에 기여했다. 이어 에미레이츠 스타디움에서 열린 챔피언스리그 최종예선 셀틱전에서 안드레이 아르샤빈의 골에 어시스트를 기록해 팀의 3:1 승리에 함께했다. 10월 28일 리그컵 4라운드 리버풀전에서 니클라스 벤트너의 골에 어시스트를 기록하며 맨 오브 더 매치를 수상했다. 시즌 첫 리그 선발 출장은 4:1로 승리한 11월 7일 울버햄튼 원더러스 원정경기에서 풀타임 출전하며 기록한다. 경기 4일 후 올해의 웨일스 어린 선수 상을 수상했다. 12월 9일 스토크 시티를 상대로 시즌 두 번째 리그골을 기록하며 팀은 깔끔한 2:0 승리를 기록한다. 12월 30일 시즌 3번째 골을 넣고 하나의 어시스트 역시 기록하며 포츠머스를 상대로 한 4:1 승리에 역할했다. 2010년 1월 3일 FA컵 3라운드 불린 그라운드에서 열린 웨스트햄 원정경기에서 78분 동점골을 기록하며 83분 에두아르두 다 시우바가 터트린 결승 헤딩 골로 역전승을 만들어낸다. 이 경기 MVP로 선정됐으며 아르센 벵거 감독은 경기 후 "공격적인 로이 킨, 올라운드 플레이어로 환상적인 활동량을 가졌다"는 찬사를 했다. 2월 27일 브리타니아 스타디움에서 열린 스토크 시티와의 경기에서 스토크 수비수 라이언 쇼크로스의 태클로 오른쪽 다리가 이중으로 골절되는 끔찍한 부상을 당했다. 즉시 병원으로 옮겨졌으나 정강이뼈와 종아리뼈 역시 골절된 사실이 알려졌으며 복귀 날짜 역시 불투명할 정도의 심각한 부상이였다. 다행히도 2010년 3월 20일 목발 없이 걸어다니기 시작해 10월 훈련에 복귀하였으며 11월 23일 아스널의 콜니 훈련장에서 열린 리저브 팀 경기, 울버햄튼 원더러스와의 경기에서 복귀전을 치렀다. 2010년 6월 1일에는 재계약을 체결하며 새로운 장기계약을 맺었다.

#### 부상 복귀 이후 2010-11시즌

##### 노팅엄 포레스트로의 임대
2010년 11월 25일, 2011년 1월 3일까지 노팅엄 포레스트로 임대된다. 이 이적은 램지가 경기 컨디션을 찾기 위해 이루어졌다. 노팅엄 포레스트 데뷔전은 2010년 11월 29일 레스터 시티를 상대로 한 경기에서 61분 교체투입되며 가졌다. 첫 선발출전은 더비 카운티 원정경기였으며 60분간 뛰고 교체되었다. 경기는 5:2 노팅엄 포레스트 승리로 끝났다.
2011년 1월 램지는 겨우 5경기 출전만 기록하며 아스날로 복귀했다. 1월 5일 복귀해 FA컵 리즈 유나이티드 전에서 교체명단에 이름을 올리나 출전하지는 못한다. 1월 12일 입스위치 타운과의 리그컵 4강전 경기 역시 교체명단에 이름을 올리나 출전하지는 않았다.

##### 카디프 시티로의 임대
2011년 1월, 겨울이적시장이 끝나갈 무렵 카디프 시티로 경기 감각을 끌어올리기 위해 1달간 임대된다. 레딩 FC전에서 첫 선발 출전을 기록한다. 라이벌 스완지 시티와의 남웨일스 더비에 선발출장하며 크레이그 벨라미의 경기 유일한 골에 어시스트를 기록했다. 스컨스로프와 번리 FC전에서도 풀타임 출전했으나 노팅엄 포레스트전에서는 가벼운 허벅지 염좌로 출전하지 못한다. 레스터 시티 FC전에 복귀하여 득점을 기록해 2:0 승리를 이끌었다. 2월 25일 카디프 시티는 24시간 전 통보시 복귀 가능 조항을 넣으며 시즌 끝날때까지 임대를 연장하려 하나 아스날이 거절하여 아스널로 복귀한다.

##### 아스널로의 복귀 이후
FA컵 맨체스터 유나이티드전에 72분 교체로 투입되어 아스널 복귀전을 치르나 팀은 2:0으로 패했다. 3월 19일 웨스트브로미치 앨비언 FC전에서 장기부상 이후 첫 아스널에서의 선발출장을 기록했다. 5월 1일에는 1:0으로 승리한 맨체스터 유나이티드와의 홈경기에서 시즌 첫 골을 결승골로 넣으며 MOM을 수상한다. 결승골에 대하여 부상을 돌아보지 않을 특별한 순간이였다고 밝힌다. " 득점은 저에게 특별한 순간이였습니다. 이것은 지금까지의 기나긴 기다림과 힘든 시간동안 저를 도와주신 여러 분들의 도움에 대한 감사이기도 합니다. 다행스럽게도 이 골은 저 역시 여러분만큼 기뻤습니다. 다행스럽게도 앞으로 저는 예전의 기량을 되찾고 다음 시즌을 준비할 것이며 내년에는 앞으로 나아갈 것입니다. 우리의 목표는 단지 남은 경기를 이겨나가는 것뿐입니다. 희망적인 것은 우리가 계속 발전해갈 수 있으며 그 발전이 눈에 띄고 있다는 것입니다. 총 7번의 리그 출장을 기록하며 시즌을 마쳤다.

#### 2011-12 시즌
2011년 8월 16일 우디네세와의 홈경기에서 시즌 첫 챔피언스리그 출장을 기록했다. 경기 4분만에 테오 월콧의 골을 어시스트해 1:0 승리를 이끌어냈다. 4일 뒤 에미레이츠 스타디움 리버풀을 상대로 한 리그 경기에서 78분 간 출전하나 이그나시 미켈의 클리어링 시도가 램지의 몸에 맞고 돌아와 결국 자책골이 되었고 경기는 2:0 패배로 끝났다. 9월 17일 블랙번 로버스 원정 경기에서 미켈 아르테타가 넣은 팀의 2번째 골을 어시스트했지만, 경기는 4:3 패배로 끝났다. 이 경기에서 템포를 늦추고 패스가 부정확하다는 비판을 받았다. 하지만, 9월 24일 볼턴 원더러스를 상대로 3:0으로 승리한 경기에서는 괜찮은 경기를 치렀다. 당시 주장 로빈 판 페르시의 골을 후반 시작하자마자 어시스트했고, 54분에는 테오 월컷에게 결정적인 패스를 찔러주기도 했었다. 10월 19일 챔피언스리그 올랭피크 마르세유전에서 경기 끝나갈 무렵 결정적인 골을 기록해 팀이 승리를 거두었다. 10월 23일 스토크 시티 수비진을 넘기는 로빙 패스로 제르비뉴의 첫 골을 어시스트해 3:1 승리에 기여했다. 11월 5일 웨스트브롬전에서 시오 월콧에게 결정적인 패스를 찔러줬다. 테오 월콧은 바로 슛으로 연결했고 벤 포스터 골키퍼가 선방하나 흘러나온 공을 로빈 판 페르시가 마무리지어 득점했다. 2012년 2월 11일 2:1 승리를 거둔 선더랜드 FC 원정경기에서는 동점골을 득점했다.

#### 2012-13 시즌
첫 리그 4경기에서는 후보로 뛰었다. 2012년 9월 15일 6:1로 대승을 거둔 사우스햄튼 FC전에서 프랜시스 코클랭 대신 교체투입돼 골대를 맞춰 5번째 골을 이끌어냈다. 9월 23일 디펜딩 챔피언 맨체스터 시티전에서 첫 선발 출전을 해 오른쪽 미드필더 역할을 맡아 괜찮은 경기를 펼쳤다. 10월 3일 올림피아코스 FC전에서 오른발 칩샷으로 득점해 팀의 3:1 승리에 기여했다. 12월 19일 팀 동료 앨릭스 옥슬레이드체임벌린, 키어런 기브스, 잭 윌셔, 칼 젱킨슨과 함께 장기계약을 체결했다. 2013년 1월 24일, 5:1 대승을 거둔 웨스트햄전에서 부상당한 미켈 아르테타와 휴식을 부여받은 아부 디아비 대신 미드필더로 출전해 좋은 패스를 찔러주며 활약해 팬들의 기대감을 늘렸다. 1월 27일 FA컵 브라이튼전에서 다시 딥-라잉 플레이메이커로 출전해 괜찮은 모습을 이어갔다.

#### 2013-14 시즌
프리시즌 좋은 경기력을 펼치면서 아스날 팬들에게 기대감을 안겼다. 비록 시즌 초반이긴 하지만 리그 4경기 2골, 챔피언스리그 3경기 3골을 기록하며 올리비에 지루와 함께 팀 내 득점 1위를 달리고 있다. 마티외 플라미니가 아스날에 영입되면서 엄청난 활동량을 갖춘 두 미드필더가 아스날의 상승세를 이끌고 있다. 11-12 시즌에 지적되었던 단점들을 개선했는데 이는 부정확한 패스와 경기 템포 조절 실패, 그리고 드리블에 자신감이 없던 부분이었다. 12-13 시즌 미켈 아르테타가 수행하던 딥-라잉 플레이메이커 역할을 맡으면서 87.3%의 정확도였던 패스 정확도를 88.2%까지 끌어올렸으며, 미켈 아르테타가 부재할 때엔 그가 평균적으로 기록하던 91% 정도의 패스 성공률을 기록하였다. 부상 이후 경기 템포 조절과 미숙한 드리블 실력은 아르센 벵거 감독이 좌우 윙어로 기용하면서 아스날의 템포에 적응 시키는 동시에 드리블에 자신감을 가져오게 하였다. 토마시 로시츠키때와 마찬가지로 윙어로 변신하는데는 실패하였지만, 미드필더에서의 자신감을 향상시킨 동시에, 탈압박 능력을 기르는데는 큰 도움이 되었다. 리그에서의 선덜랜드 AFC와의 경기에서는 111회의 터치를 기록하였고, 경기 내 양팀 통틀어 최다 패스인 88개의 패스를 하였으며 그 중 81개를 성공시키면서 92%의 성공률을 보였다. 또한 2014년 5월 18일 영국 웸블리 스타디움에서 열린 웨스트햄 유나이티드와의 2013-14 잉글랜드 FA컵 결승전에서 연장 후반 4분 스코어 2:2상황에서 역전 결승골을 뽑아내며 팀의 9년 무관을 끊는데 큰 공헌을 하였다.

## 국가대표팀 경력
2005년 웨일즈 17세 이하 청소년 대표팀에 소집되어 첫 국가대표 경험을 가졌다. 웨일스 유소년의 신성으로 대접받으며 언론의 관심을 얻던 램지는 17번째 생일인2007년 8월 21일, 21세 이하 대표팀에 스웨덴 원정경기에서 데뷔해 4:3으로 승리를 거두었다. 17세의 나이로 21세 이하 대표팀에 출전한 것은 전 팀 동료인 크리스 군터의 기존 최연소 기록을 갈아치운 것이다.
램지의 A대표팀 데뷔는 같은 해인 2007년, 11월 19일 덴마크와의 친선경기에서였다. 17세의 나이로 A대표팀 데뷔를 기록한 램지는 다시 한번 크리스 군터의 국가대표 최연소 출전기록을 갈아버렸다.
2009년 10월 14일, 2010 월드컵 예선, 리히텐슈타인 원정경기에서 가레스 베일의 프리킥을 이어 국가대표팀 첫 골을 기록했다.
11월 6일 스코틀랜드와의 친선경기에 다시 한번 소집되었다. 웨일스는 3:0으로 승리를 거두었으며 램지는 데이비드 에드워즈와 조 레들리의 골을 어시스트하고 직접 한 골을 기록하는 1골 2도움의 활약으로 팀의 3골에 모두 관여하였다.
11월, 웨일스 FA가 선정하는 올해의 어린 선수 상을 수상하였다.
전직 웨일스 감독 게리 스피드는 램지를 웨일스의 주장으로 지명하였으며 2011년 3월 26일, 잉글랜드전부터 완장을 차고 출전하였다. 이것은 20세 90일로 기존 22세 135일로 마이크 잉글랜드가 1964년에 가지고 있던 기록을 갈아치우며 역대 최연소 웨일스 주장이 된 것이다.
2011년 5월 27일, 북아일랜드와의 경기에서 주장으로써 첫 골을 기록했다. 2012년 10월, 대표팀이 연패를 기록하자, 분위기 쇄신차원에서 애슐리 윌리엄스가 새 주장으로 임명된다.

### 2012년 하계 올림픽 축구
웨일스를 대표한 5명의 선수로 영국 단일 팀에 참가한 올림픽 8강전이었던 대한민국전에서 페널티킥으로 3회 상대했다. 전반 2차례 정성룡을 상대로 1회 성공, 1회 실축했고 승부차기에서는 이범영을 상대로 성공했다. 그러나 영국 단일 팀은 승부차기 끝에 패했다.

## 경력 통계
| 팀                       | 리그                  | 시즌                 | 리그 | 리그 | 리그 | FA컵 | FA컵 | FA컵 | 리그컵 | 리그컵 | 리그컵 | 유럽 | 유럽 | 유럽 | 통산 | 통산 | 통산 |
| 팀                       | 리그                  | 시즌                 | 출장 | 골   | 도움 | 출장 | 골   | 도움 | 출장   | 골     | 도움   | 출장 | 골   | 도움 | 출장 | 골   | 도움 |
| ------------------------ | --------------------- | -------------------- | ---- | ---- | ---- | ---- | ---- | ---- | ------ | ------ | ------ | ---- | ---- | ---- | ---- | ---- | ---- |
| 카디프 시티              | 챔피언십리그          | 2006-07              | 1    | 0    | 0    | 0    | 0    | 0    | 0      | 0      | 0      | 0    | 0    | 0    | 1    | 0    | 0    |
| 카디프 시티              | 챔피언십리그          | 2007-08              | 15   | 1    | 3    | 5    | 1    | 0    | 1      | 0      | 0      | 0    | 0    | 0    | 21   | 2    | 3    |
| 아스날                   | 잉글랜드 프리미어리그 | 2008-09              | 9    | 0    | 1    | 4    | 0    | 0    | 3      | 0      | 2      | 6    | 1    | 0    | 22   | 1    | 3    |
| 아스날                   | 잉글랜드 프리미어리그 | 2009-10              | 18   | 3    | 3    | 2    | 1    | 0    | 3      | 0      | 0      | 6    | 0    | 0    | 29   | 4    | 3    |
| 아스날                   | 잉글랜드 프리미어리그 | 2010-11              | 7    | 1    | 0    | 1    | 0    | 0    | 0      | 0      | 0      | 0    | 0    | 0    | 8    | 1    | 0    |
| 노팅엄 포레스트 FC(임대) | 챔피언십리그          | 2010-11              | 5    | 0    | 0    | 0    | 0    | 0    | 0      | 0      | 0      | 0    | 0    | 0    | 5    | 0    | 0    |
| 카디프 시티(임대)        | 챔피언십리그          | 2010-11              | 6    | 1    | 1    | 0    | 0    | 0    | 0      | 0      | 0      | 0    | 0    | 0    | 6    | 1    | 1    |
| 아스날                   | 잉글리쉬 프리미어리그 | 2011-12              | 34   | 2    | 6    | 3    | 0    | 1    | 0      | 0      | 0      | 7    | 1    | 1    | 44   | 3    | 8    |
| 아스날                   | 잉글리쉬 프리미어리그 | 2012-13              | 36   | 1    | 5    | 3    | 0    | 0    | 1      | 0      | 0      | 7    | 1    | 0    | 47   | 2    | 5    |
| 아스날                   | 잉글리쉬 프리미어리그 | 2013-14              | 23   | 10   | 8    | 1    | 1    | 0    | 0      | 0      | 0      | 0    | 0    | 0    | 24   | 10   | 8    |
| 아스날                   | 잉글리쉬 프리미어리그 | 2014-15              | 29   | 6    | 6    | 0    | 0    | 0    | 0      | 0      | 0      | 0    | 0    | 0    | 29   | 6    | 6    |
| 카디프 시티 통산         | 카디프 시티 통산      | 카디프 시티 통산     | 22   | 2    | 4    | 5    | 1    | 0    | 1      | 0      | 0      | 0    | 0    | 0    | 28   | 3    | 4    |
| 아스날 통산              | 아스날 통산           | 아스날 통산          | 156  | 23   | 29   | 11   | 1    | 1    | 7      | 0      | 2      | 24   | 3    | 1    | 131  | 10   | 16   |
| 노팅엄 포레스트 통산     | 노팅엄 포레스트 통산  | 노팅엄 포레스트 통산 | 5    | 0    | 0    | 0    | 0    | 0    | 0      | 0      | 0      | 0    | 0    | 0    | 5    | 0    | 0    |
| 경력 통산                | 경력 통산             | 경력 통산            | 183  | 25   | 33   | 16   | 2    | 1    | 8      | 0      | 2      | 26   | 3    | 1    | 182  | 14   | 23   |

## 수상 내역

#### 아스널
- FA컵 : 2013-14, 2014-15, 2016-17
- 커뮤니티 실드 : 2014, 2015

#### 유벤투스
- 세리에 A : 2019-20
- 코파 이탈리아 : 2020-21
- 수페르코파 이탈리아나 : 2020

#### 레인저스
- 스코티시 컵 : 2021-22

#### 웨일스
- UEFA 유로 4강 : 2016

### 개인
- 웨일스 올해의 영플레이어 : 2009, 2010
- 프리미어리그 이 달의 선수 1회
- 프리미어리그 이 달의 득점 1회
- 아스날 올해의 선수 : 2013–14, 2017–18
- 런던 올해의 선수 : 2014
- UEFA 유로 대회 베스트 : 2016
- UEFA 유로 2016 MoM : vs. 러시아 (조별리그)